# Sticklinge

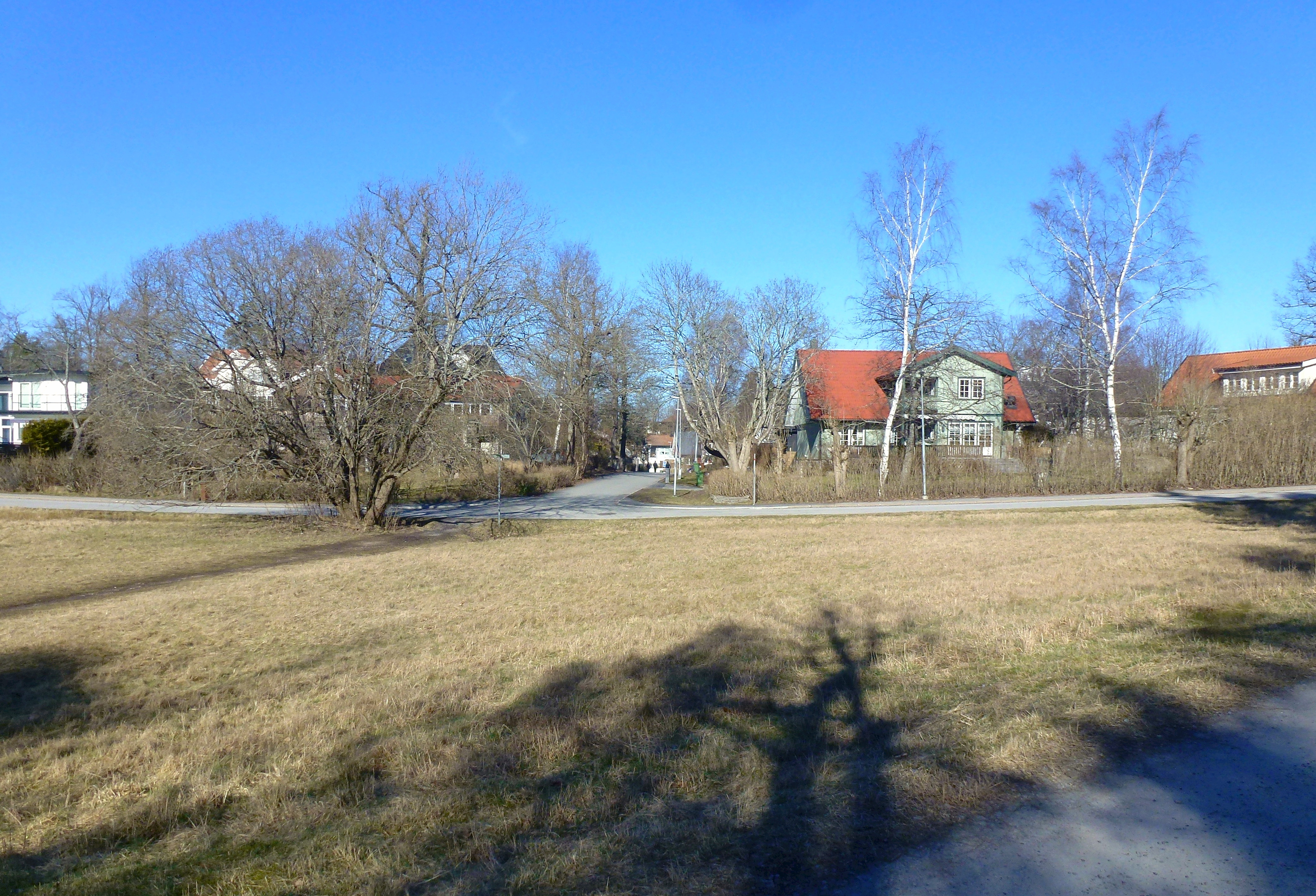
Sticklinges villakvarter sedd från Tycktorpvägen mot norr, 2020.

Sticklinge (norra och södra) är en stadsdel och delområde i Lidingö kommun belägen på nordvästra delen av ön Lidingö och som omfattar tätorten Sticklinge udde. Genom området sträcker sig Lidingöloppets spår.

## Historia

### Forntid

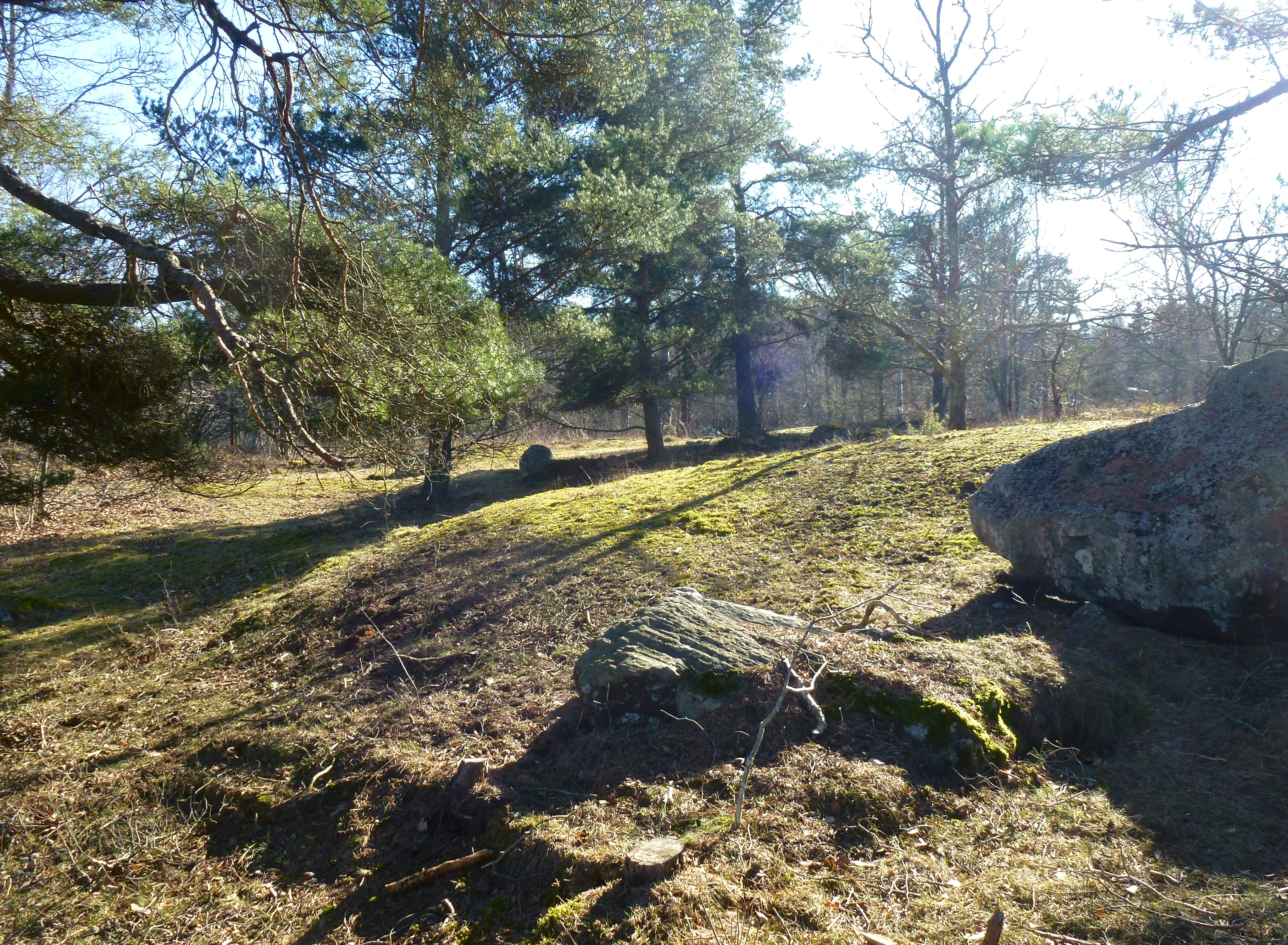
Gravfält Lidingö 17:1.

Trakten var bebodd åtminstone sedan vikingatiden som några fornlämningar kan vittna om. Väster om Sticklingeudde gick en vikingatida farled. I södra Sticklinge ligger ett av Lidingös största forntida gravfält (RAÄ-nummer: Lidingö 17:1) med ett 60-tal gravar. Gravfältet utbreder sig längs vägskälet Tyktorpsvägen / Kyttingevägen och kan dateras till yngre järnåldern. På 1930-talet och 1978 undersöktes gravarna men fynden var föga upplysande och bestod bara av brända ben, krukskärvor och järnnitar.
Här låg en av öns första bosättningar, Sticklinge by, troligen på grund av den goda tillgången till betesmark och närheten till Östersjön. Sticklinge by finns omnämnt i de första texterna om Lidingö från tidigt 1600-tal. Gravfältet var ursprungligen väsentligt större men har blivit skadat genom jordbruk, vägbyggen och byggnader.
På kullen strax norr om Rödstugan återfinns stensättningen med RAÄ-nummer: Lidingö 14:1. Den härrör möjligtvis från yngre järnåldern och är ett exempel på de så kallade farledsgravar som anlades över sjöfolk som avled alltför långt från den egna gården för att kunna begravas där. Anläggningen är sedan länge skadad och starkt omplockad. Den har en diameter på cirka åtta meter och fyllningen utgörs av 0,2-0,5 meter stora stenar.

### Nyare historia

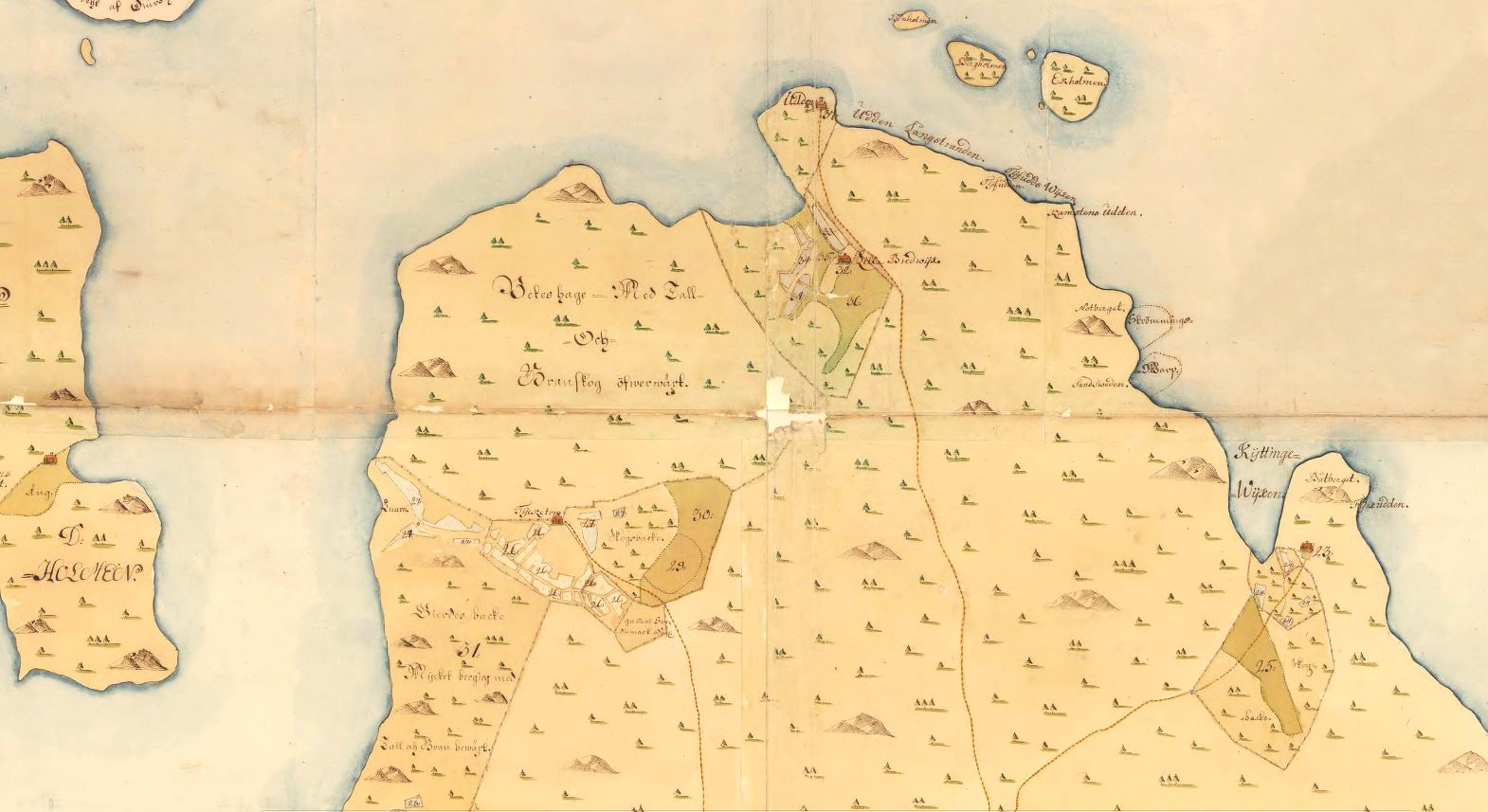
Norra Sticklinge 1720.

Sticklinge intar en speciell plats i Lidingös tidiga historia genom de under flera hundra år problematiska förbindelserna mellan Lidingö och fastlandet, och den roddfärja som anordnades mellan Rödstuguviken och Ekudden på Djursholmssidan någon gång i slutet av 1480-talet när släkten Banér på Djursholms slott fick besittning över Lidingö, ett ägarförhållande som varade fram till 1774. Förbindelsen upprättades förmodligen parallellt med de roddfärjor som tidigt inrättades mellan Torsvik och Ropsten för transporterna av folk, jordbruksvaror och boskap mellan Lidingö och Stockholm.
Färjehållaren i Sticklinge, som var underställd Banérs, bodde i den så kallade Rödstugan vid Rödstuguviken som har sitt namn efter stugan. Stället kallades ursprungligen Lilla Brevik och var ett torp under hemmanet Tyktorp. Roddfärjan användes till en början för att Lidingös bönder skulle kunna ta sig över till Djursholm och Danderyd för att utföra arbete för att betala tiondet till kyrkan och staten (2/3-delar av tiondet tillföll staten) samt räntan/avrad för arrendegårdarna till godsägaren. Under denna tid var hela Lidingö ett fideikommiss och gårdarna brukades av frälsebönder. Färjan användes också för postgången och för att få över prästen från Danderyd för högmässan i Lidingö kyrka eller S:t Anna kapell som den ursprungliga kyrkan kallades, innan Lidingö hade fått sin egen präst. Banérs hade sitt herresäte för Lidingölandet i Brevik men förmodligen också en mindre boplats vid Rödstuguviken som kallades Lilla Breviks torp.

### Sticklinge gård

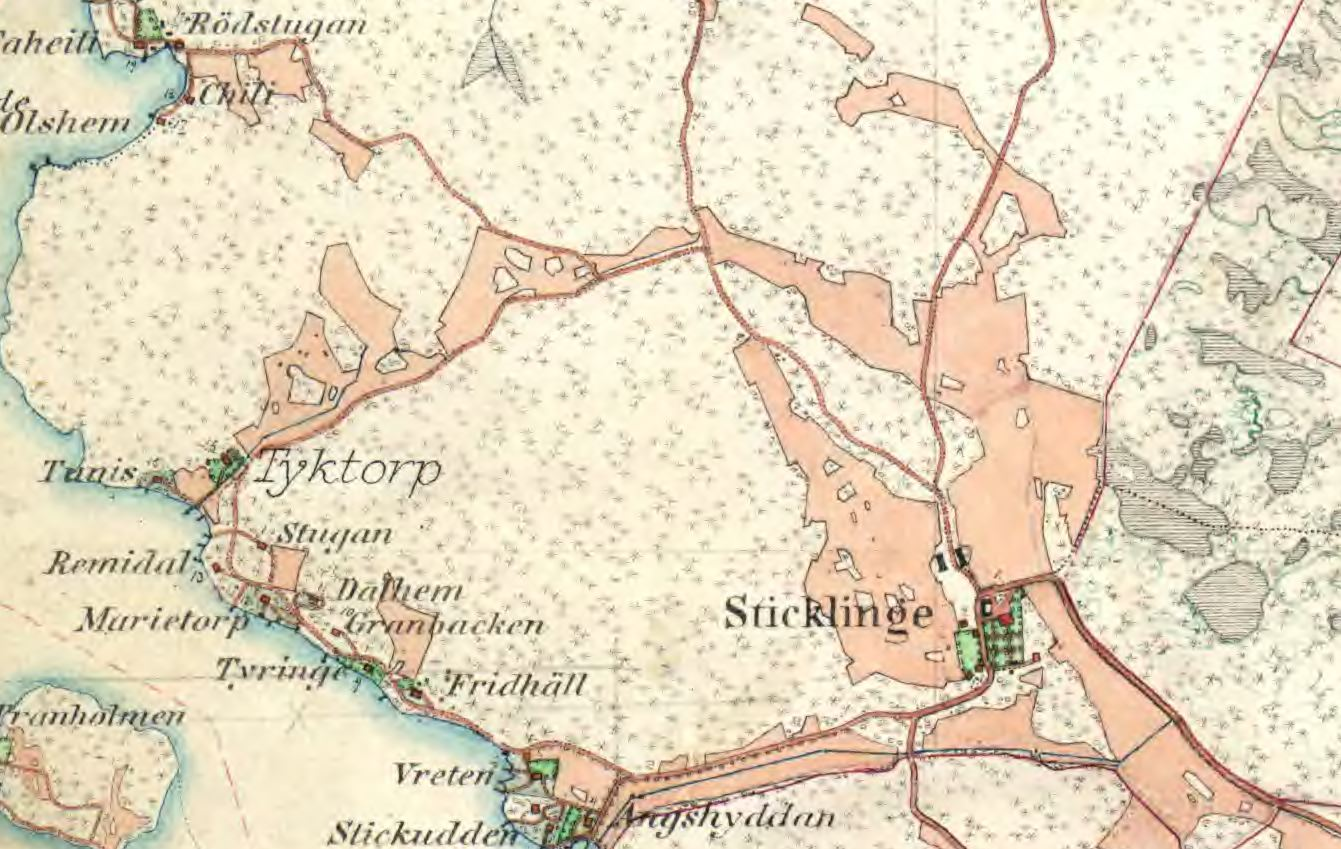
Sticklinge gård omkring 1900.

Johan August Zetterberg (1810–1878), som under sin levnad fick epitet "Lidingökungen", ägde många fastigheter på Lidingö och bebodde under olika perioder bland annat Hersby gård (Hersbyholm) i stadsdelen Hersby, Ekholmsnäs gård och Långängens gård. Han var också innehavare av Sticklinge gård som omkring 1880 övertogs av hans son Harald Zetterberg (1837–1917). Den ursprungliga mangårdsbyggnaden uppfördes i slutet av 1700-talet när Banérs i Djursholm styckade upp Lidingö och sålde ut Lidingölandet. Huset byggdes om på initiativ av Harald Zetterberg på 1880-talet efter ritningar av Otto August Mankell. 
Huvudbyggnaden blev 1926 klubbhus för Lidingö golfklubb vars golfbana anlades på en del av Sticklinge gårds marker. Huset brändes ner 1980 och på platsen uppfördes några villor. Idag minner Patron Haralds väg om den tidigare ägaren. Till golfklubben hör också två av Sticklinge gårds ursprungliga ladugårdsbyggnader som brann upp på 1980- respektive på 1990-talet, men som båda har återuppbyggts och används som förråd. Lidingö golfbana är Sveriges första 18-hålsbana och invigdes 1927.

### Villaområdet
Norra Sticklinge, som ursprungligen etablerades som ett sommarstugeområde på tidigt 1930-tal, domineras idag av tät villabebyggelse. Det var först 1978 som Lidingö stad beslutade att området skulle stadsplaneras. Området försågs då med kommunalt vatten och avlopp, ny el-försörjning, upprustning av vägar, anläggning av trottoarer samt installation av gatubelysning. I samband med stadsplaneläggningen kom området på relativt kort tid att bebyggas med större moderna villor för permanentboende.
Söder om Norra Sticklinge finns Södra Sticklinge, även kallad Sticklingehöjden som är ett tidigare skogsområde vilket bebyggdes i etapper i början av 1990-talet. Området byggdes med en blandning av villor, parhus, radhus, bostadsrätter och hyresrätter.

Bebyggelse
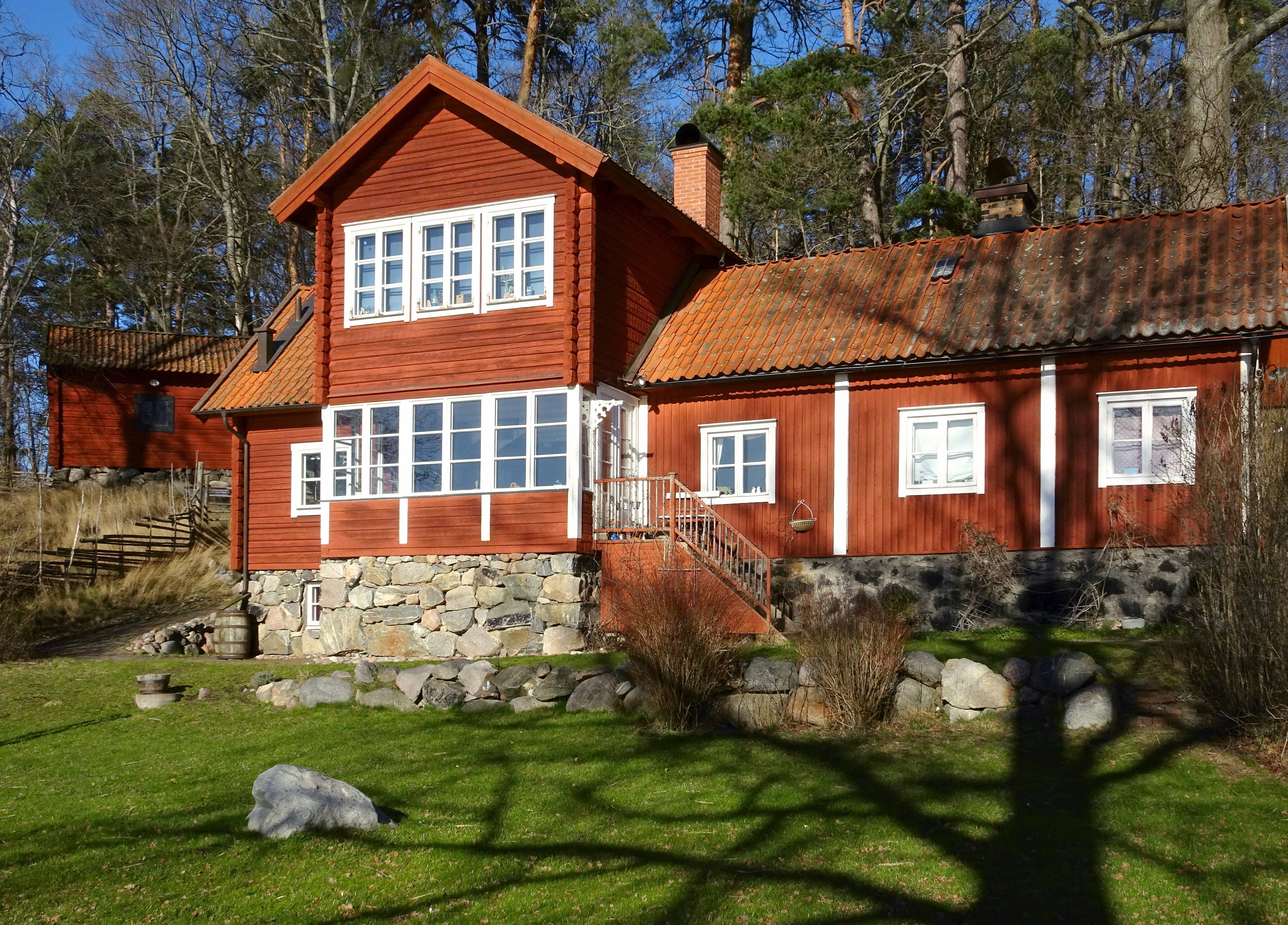
Rödstugan.
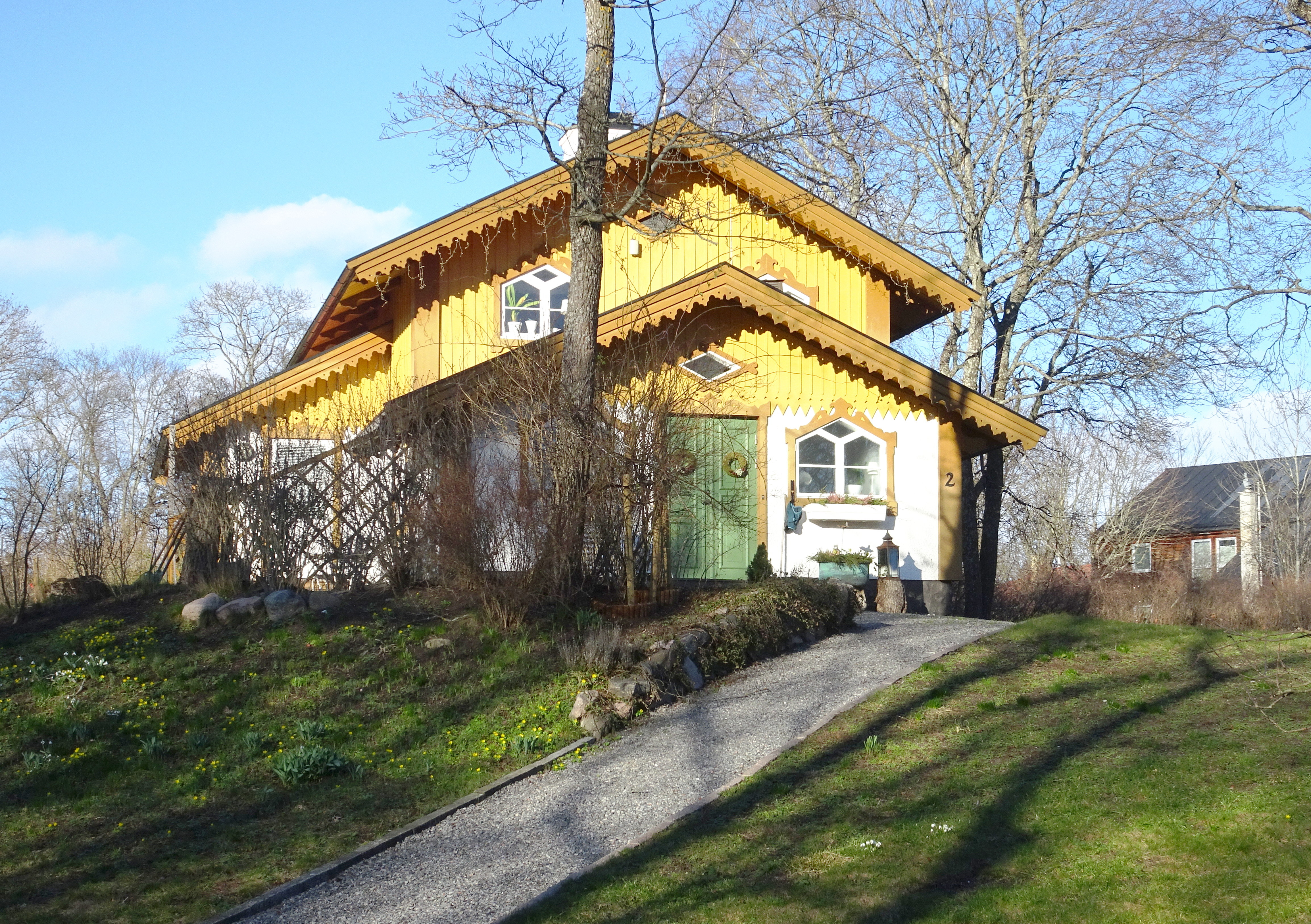
Tycktorpsvägen 2.
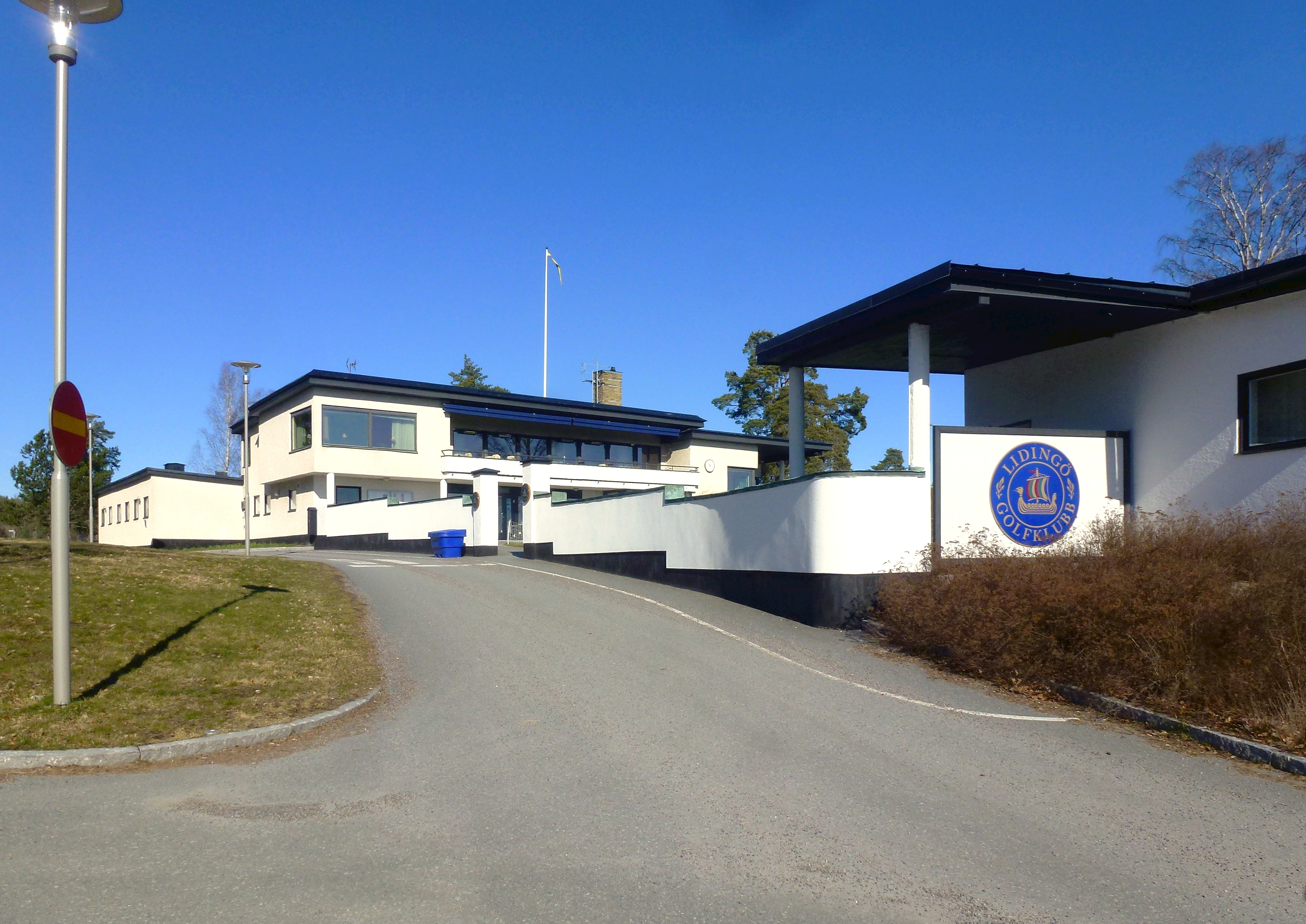
Lidingö golfklubbs klubbhus.
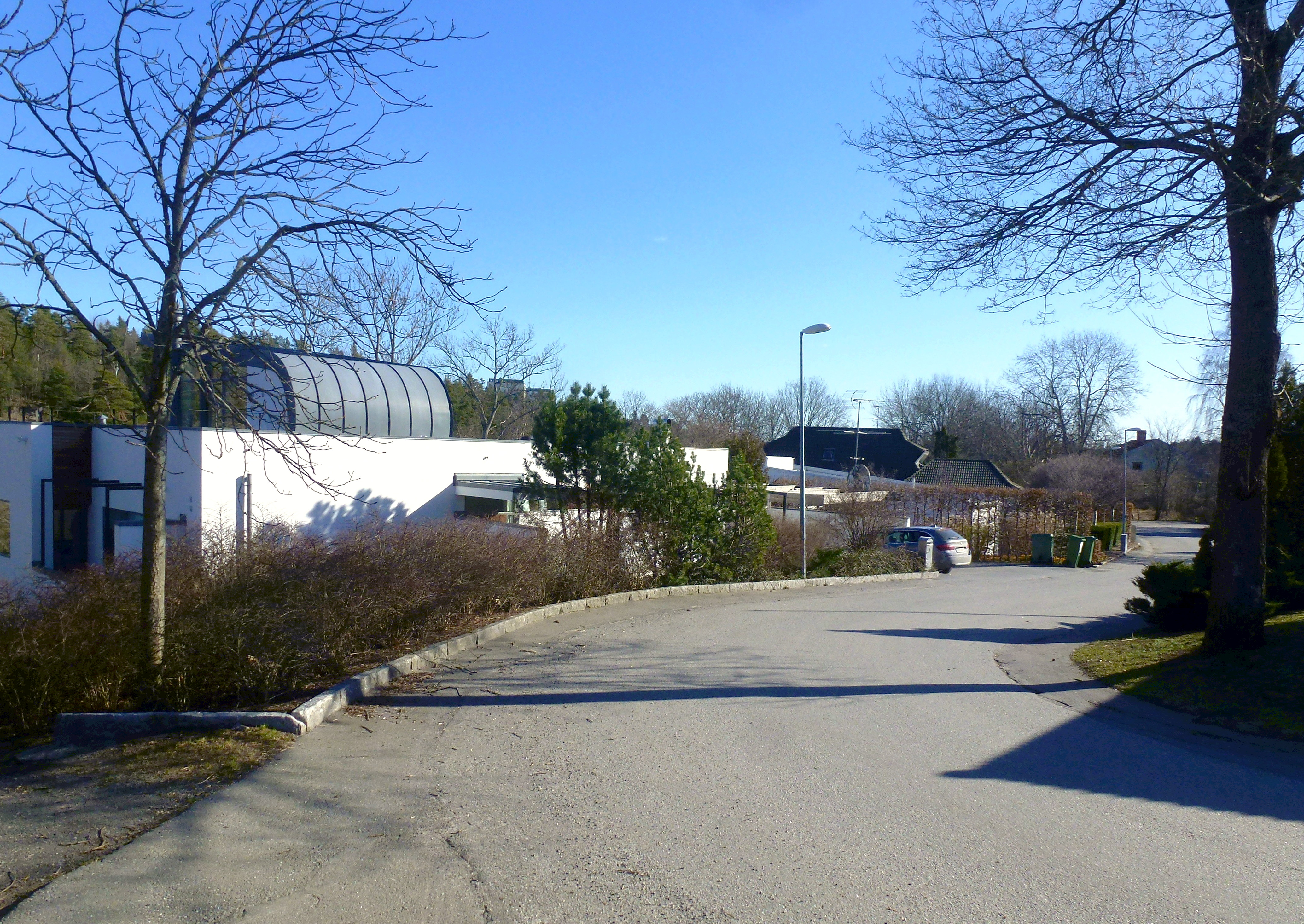
Patron Haralds väg.
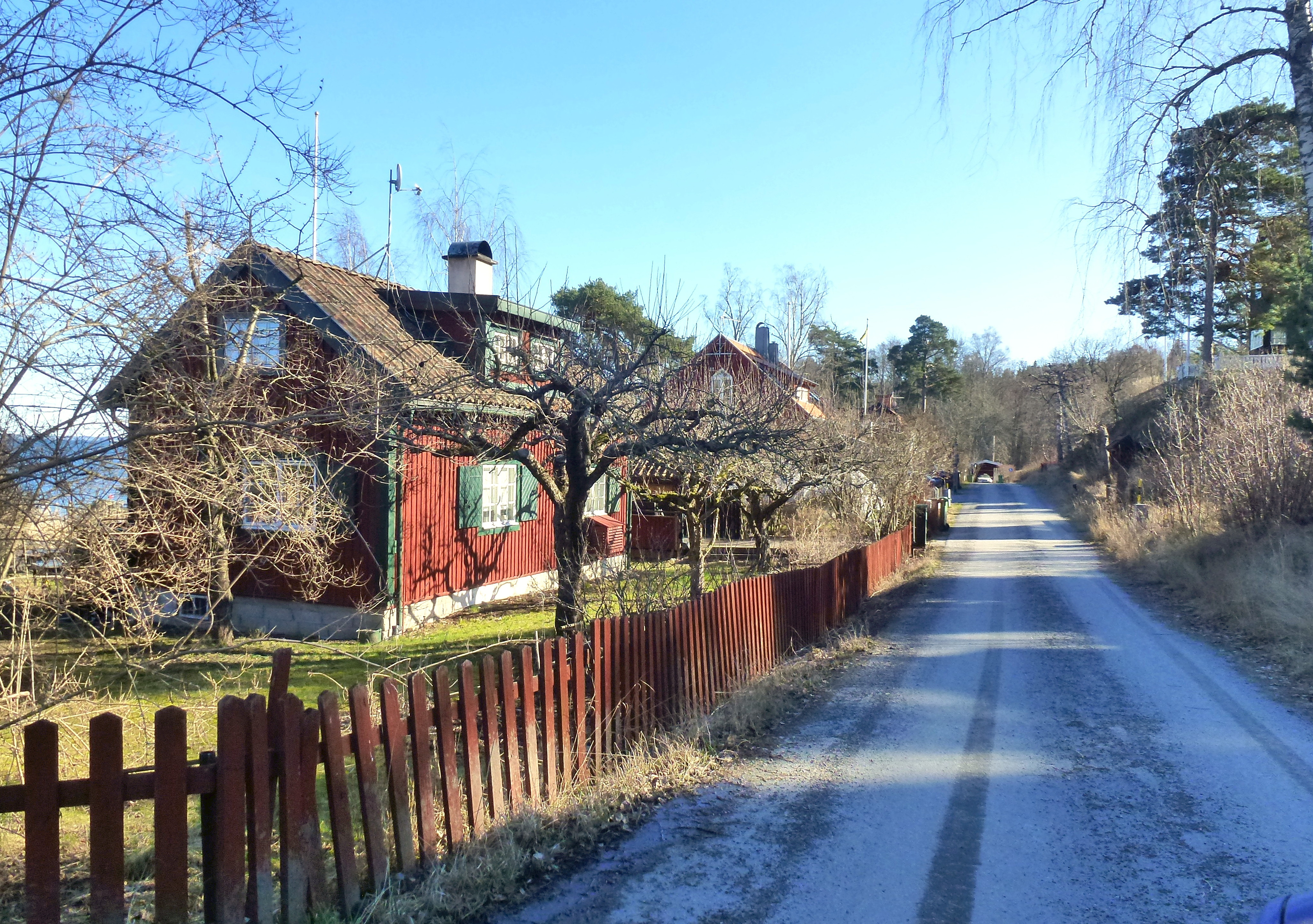
Trolldalen.

Naturen
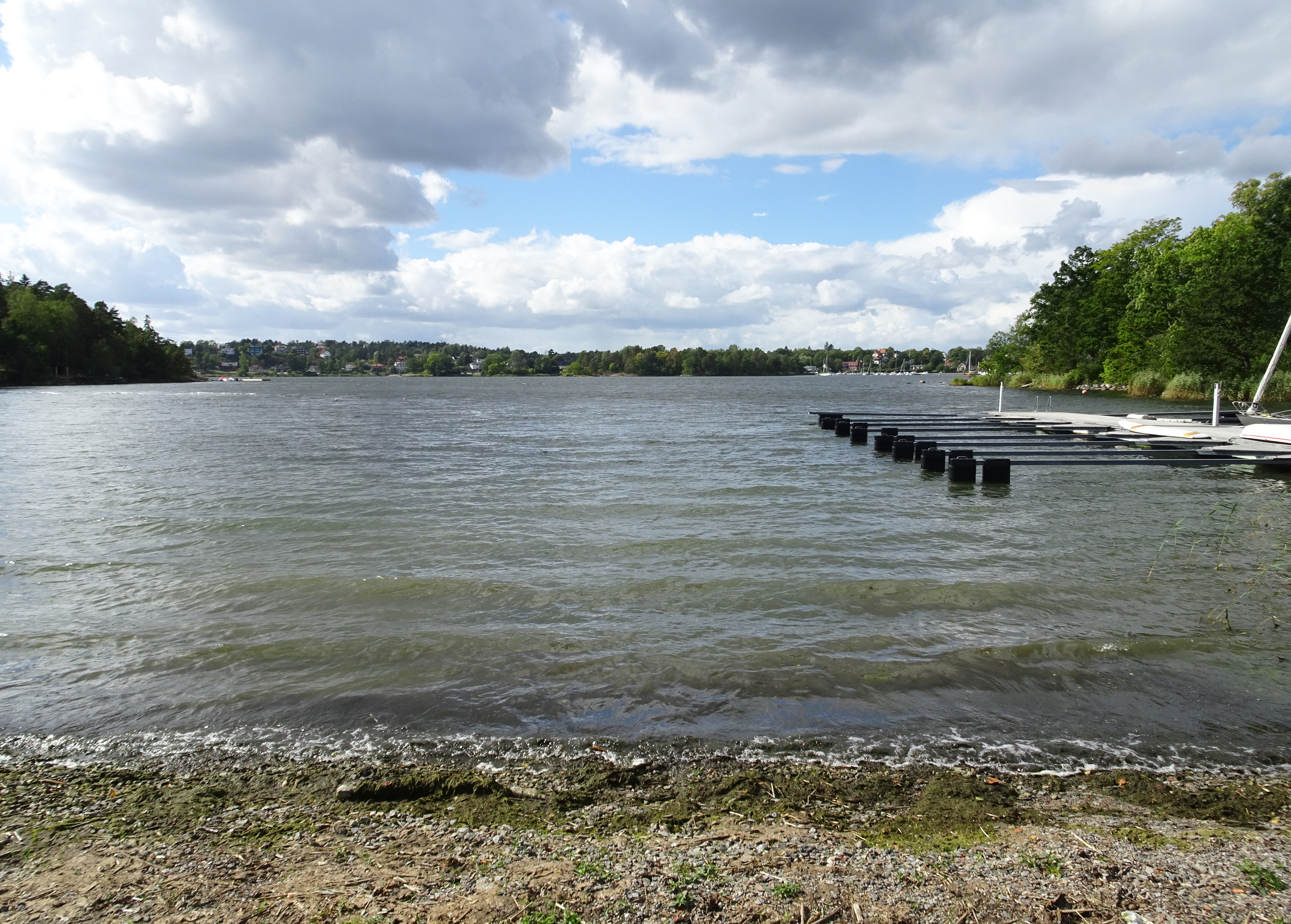
Rödstuguviken
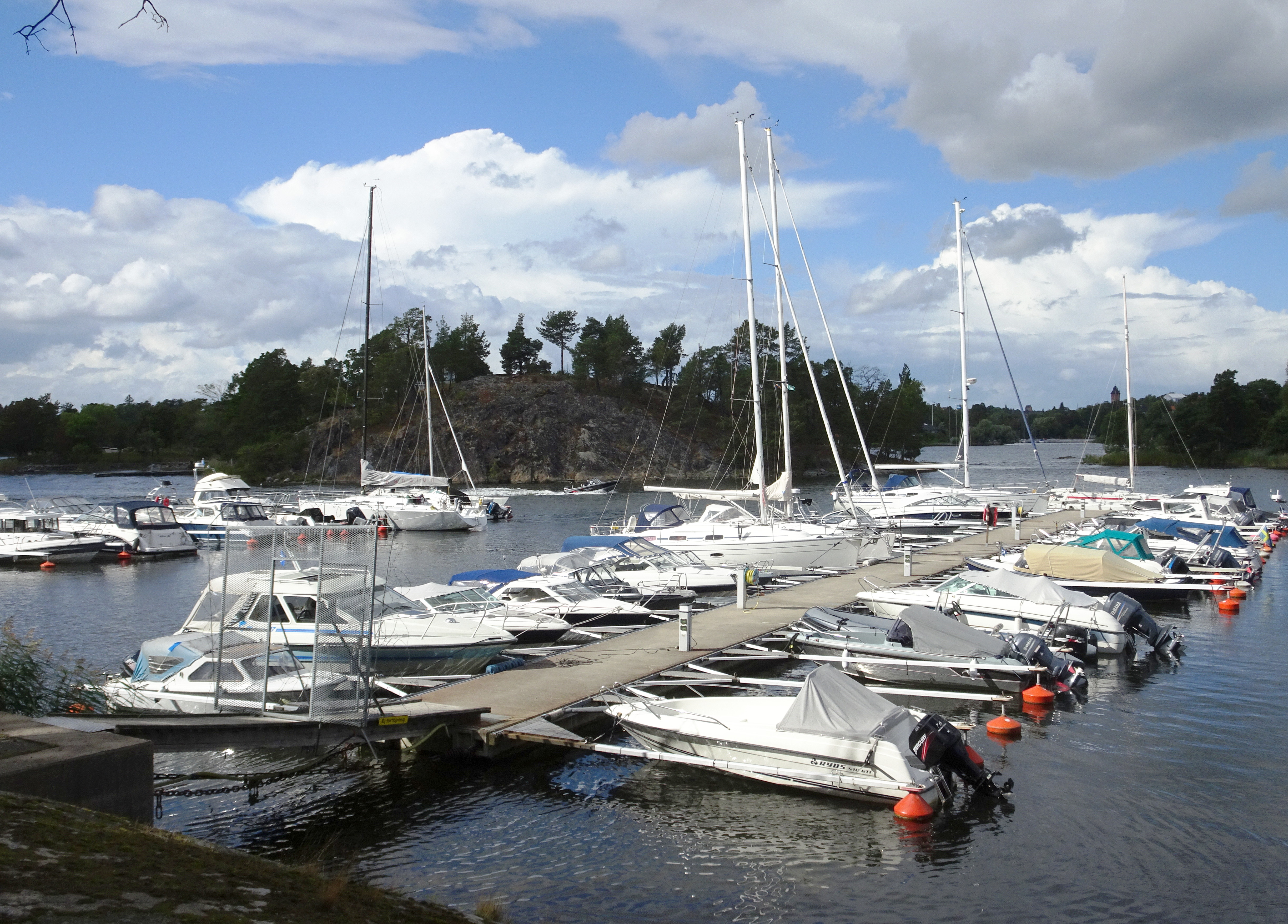
Småbåtshamn vid Sticklinge Udde Båtklubb.
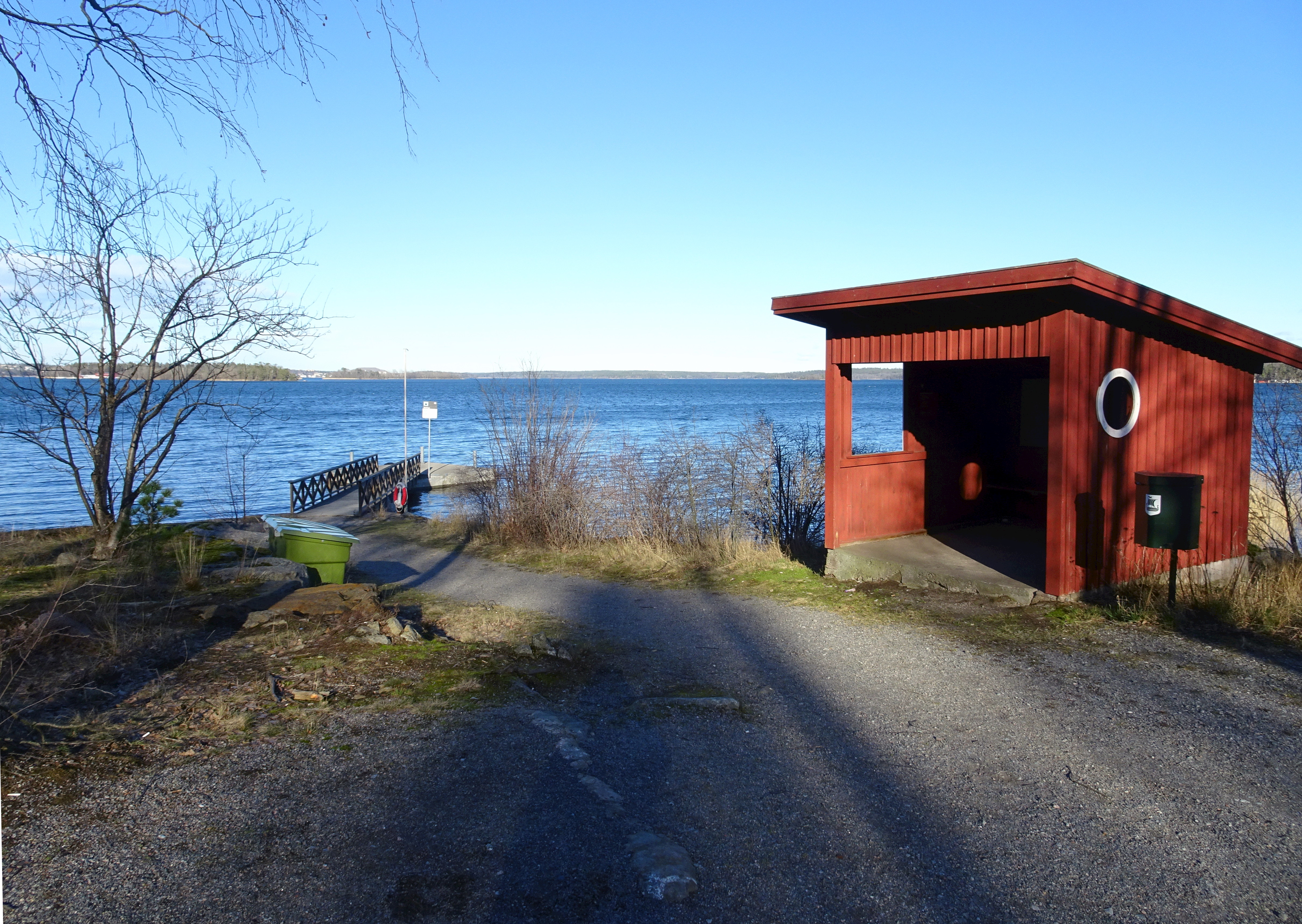
Sticklinge brygga.
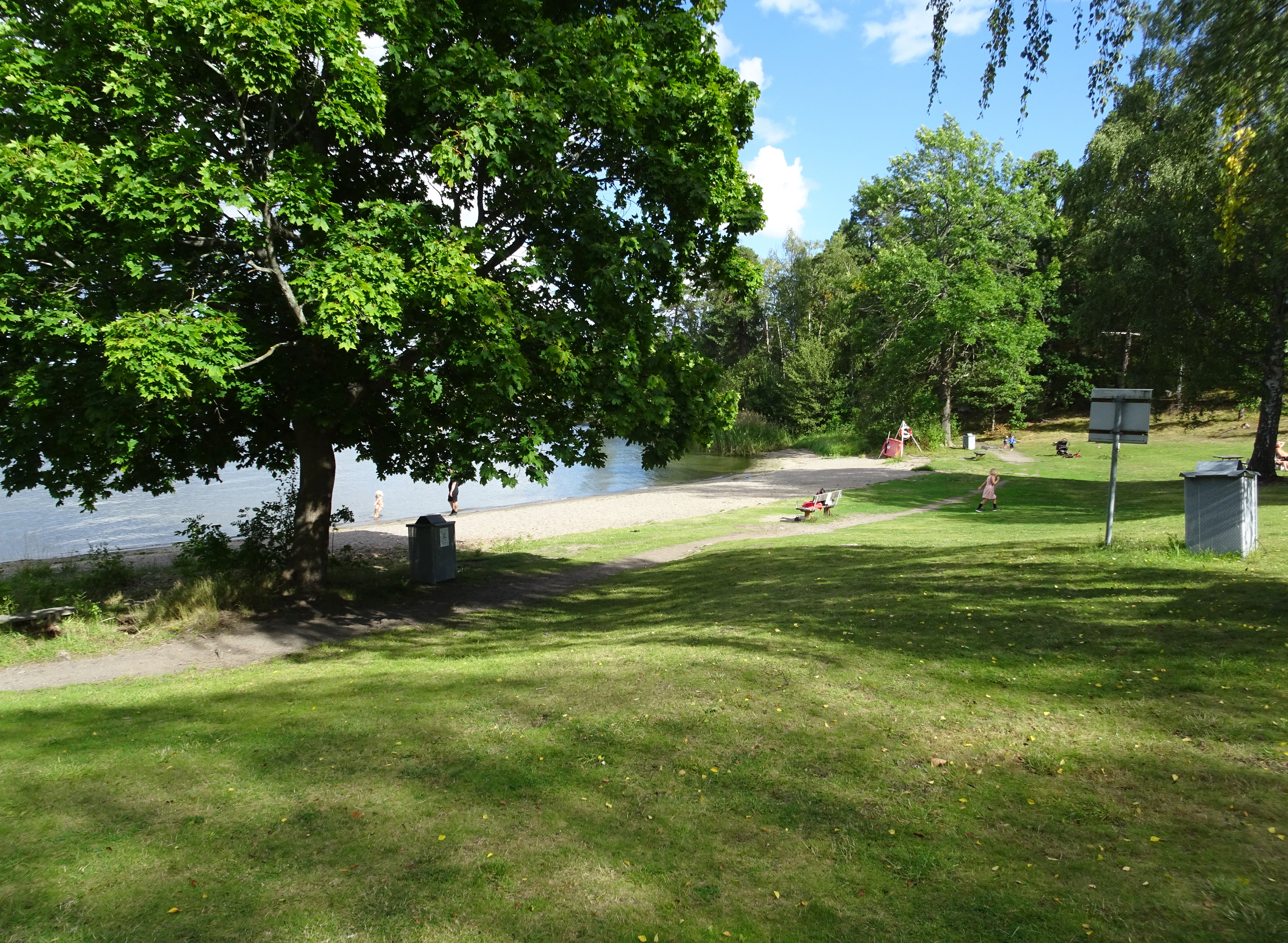
Sticklingebadet.
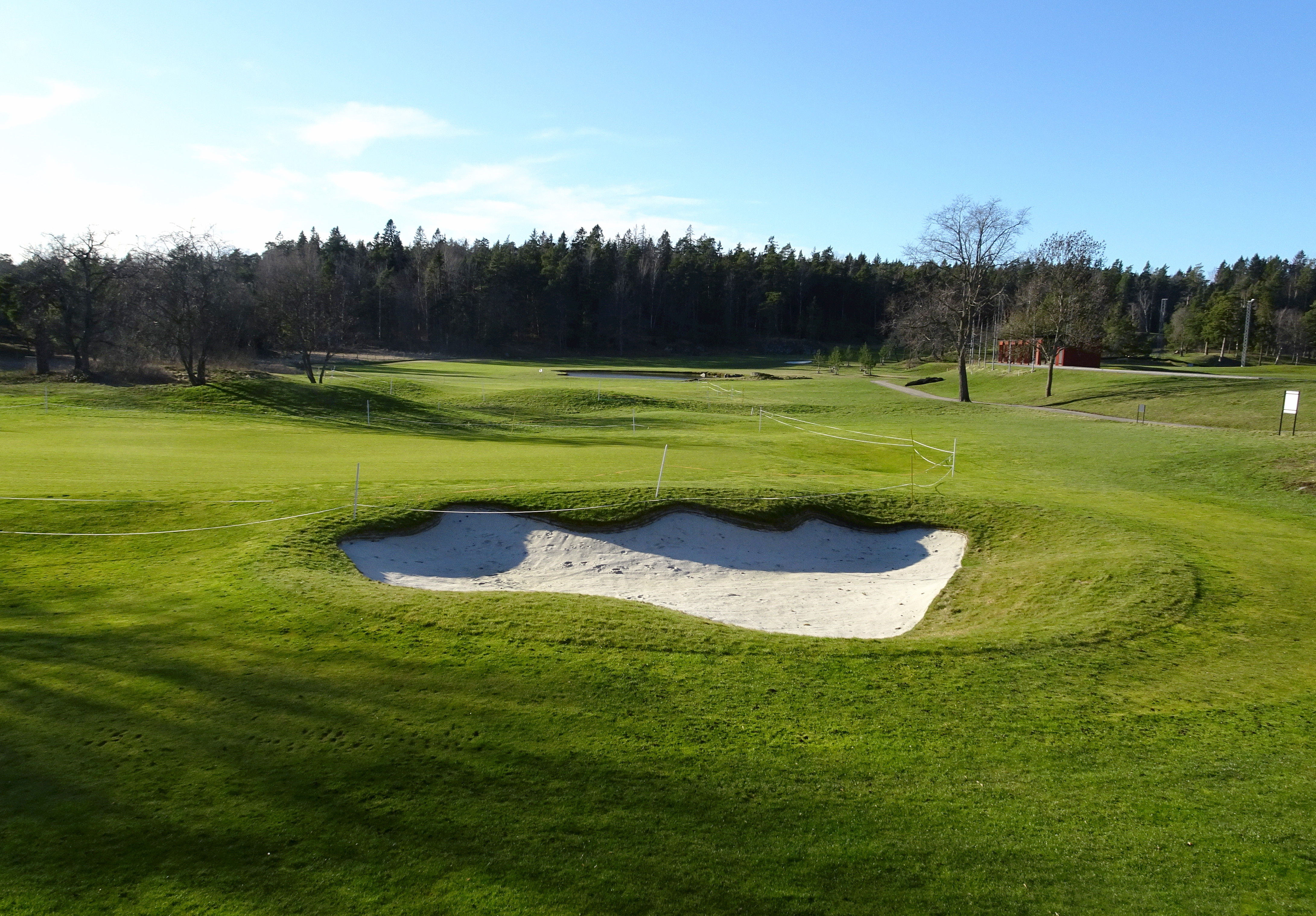
Lidingö golfklubbs golfbana.

## Bebyggelse

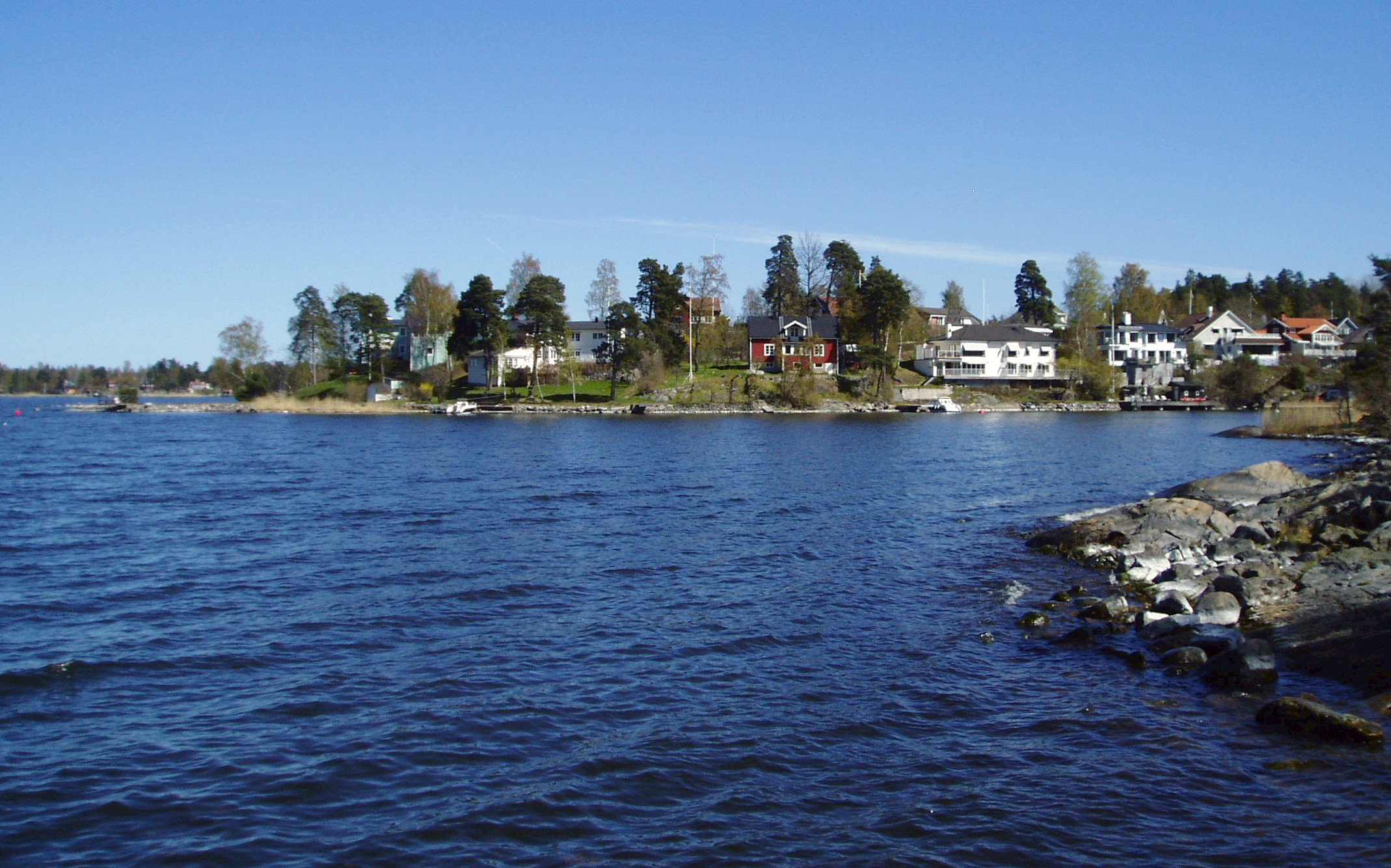
Bostadsområdet Kyttinge.

År 2009 fanns det omkring 600 fristående villafastigheter i området. I Sticklinge finns förskolor samt en låg- och mellanstadiestadieskola vid namn Sticklinge skola, en närbutik samt en allmän badplats, kallad Sticklingebadet samt en större brygganläggning där Sticklinge Udde Båtklubb har sin verksamhet .
I Sticklinge finns också de separata bostadsområdena Kyttinge och Trolldalen. Kyttinge är bebyggt med ett 40-tal exklusiva villor. Trolldalen är ett av Sveriges äldsta sportstugeområden, grundat av Stig Milles, bror till Carl Milles. Flertalet hus har en boyta på 50-75 m² och området har i stort sett kvar karaktären av "sommarstugeidyll" från tidigt 1900-tal.
Taheiti är en udde vid norra delen av Rödstuguviken i Sticklinge som fått sitt namn av sommarstället där som uppfördes av professorn i botanik Nils Johan Andersson under andra hälften av 1800-talet. Namnet har sitt ursprung i söderhavsön Tahiti som professorn besökt under en världsomsegling med fregatten Eugenie på 1850-talet.
Grönstakolonin nära Grönsta prästgård anlades 1910 och är Sveriges äldsta bevarade sportstugeområde. Grönstakolonin har av Riksantikvarieämbetet 1987 förklarats vara av riksintresse för kulturmiljövården med motiveringen att området ”utgjort en förebild för senare sommarstugeområden av mer folklig karaktär”.